# Virgilio Mazzocchi
Virgilio Mazzocchi (Civita Castellana, 22 de julio de 1597 bautizado-3 de octubre de 1646) fue un compositor barroco italiano. A Mazzocchi se le relaciona con la música para las capillas reales. 

## Vida
Virgilio Mazzocchi nació en su casa el 22 de julio de 1597. 
Fue alumno de su hermano mayor Domenico Mazzocchi, con quien compartió algunos rasgos de su carrera. Entró, como él, en las órdenes menores el 9 de mayo de 1614. Designado maestro de capilla de la catedral de su ciudad natal por el obispo Fabiani el 24 de agosto de 1622. A partir de noviembre de 1623 se encontró en el mismo puesto en la Iglesia del Gesù en Roma, donde permaneció hasta el 1 de junio de 1628. En San Juan de Letrán estuvo sólo tres meses antes de suceder en la Cappella Giulia a Paolo Agostini, que había muerto de la peste. También activo en otras instituciones romanas. Asimismo fue un maestro renombrado como se comprobará más adelante en uno de sus alumnos, Giovanni Andrea Angelini Bontempi.
Hizo un viaje con sus cantantes de la Cappella Giulia a su ciudad natal de Civita Castellana para celebrar los santos patronos el 16 de septiembre de 1646, Mazzocchi repentinamente cayó enfermo y murió 17 días después, a los 49 años. El busto y la placa con una inscripción en su memoria colocada en la tumba por su hermano Domenico proporcionaron cierta información relevante que contribuyó a que sus biógrafos (Raffaele Casimiri) pudiesen reconstruir su actividad. Giuseppe Ottavio Pitoni lo describió como un hombre encantador y Giovan Battista Doni elogió la modestia y gentileza de los hermanos Mazzocchi.
Orazio Benevoli fue su sucesor en San Pedro.

## Obra
Virgilio Mazzocchi compuso música tanto sacra como profana, y fue una figura destacada en el desarrollo de la ópera. No obstante, fue en gran medida un compositor de música vocal sacra.
- Chi soffre, speri, en colaboración con Marco Marazzoli - Roma (1637);
- Vespro della Beata Vergine.

## Grabaciones
- Virgilio Mazzocchi: Vespro Della Beata Vergine. Konrad Konrad Junghänel (director), Concerto Palatino, Cantus Cölln.